# Micropterix renatae
Micropterix renatae là một loài bướm đêm thuộc họ Micropterigidae. Nó được Kurz, Kurz & Zeller mô tả năm 1997. Nó được tìm thấy ở Ligurian Alps, cũng như miền bắc Appennini (Tỉnh of Liguria, Toscana và Emilia-Romagna).
Chiều dài cánh trước là 2.7-3.2 mm đối với con đực và 3.3-3.8 mm đối với con cái.